# Klaas Jan Pen
Klaas Johan „Klaas Jan” Pen (ur. 2 października 1874 w Kuinre, zm. 21 kwietnia 1932 w Hadze) – holenderski strzelec, olimpijczyk.
Brał udział w Letnich Igrzyskach Olimpijskich 1920. Startował w konkurencji, której zarówno nazwa jak i wyniki są nieznane. Obok jego nazwiska figurują też nazwiska dwóch uczestników z Belgii.